# Associació de Futbol de Liechtenstein

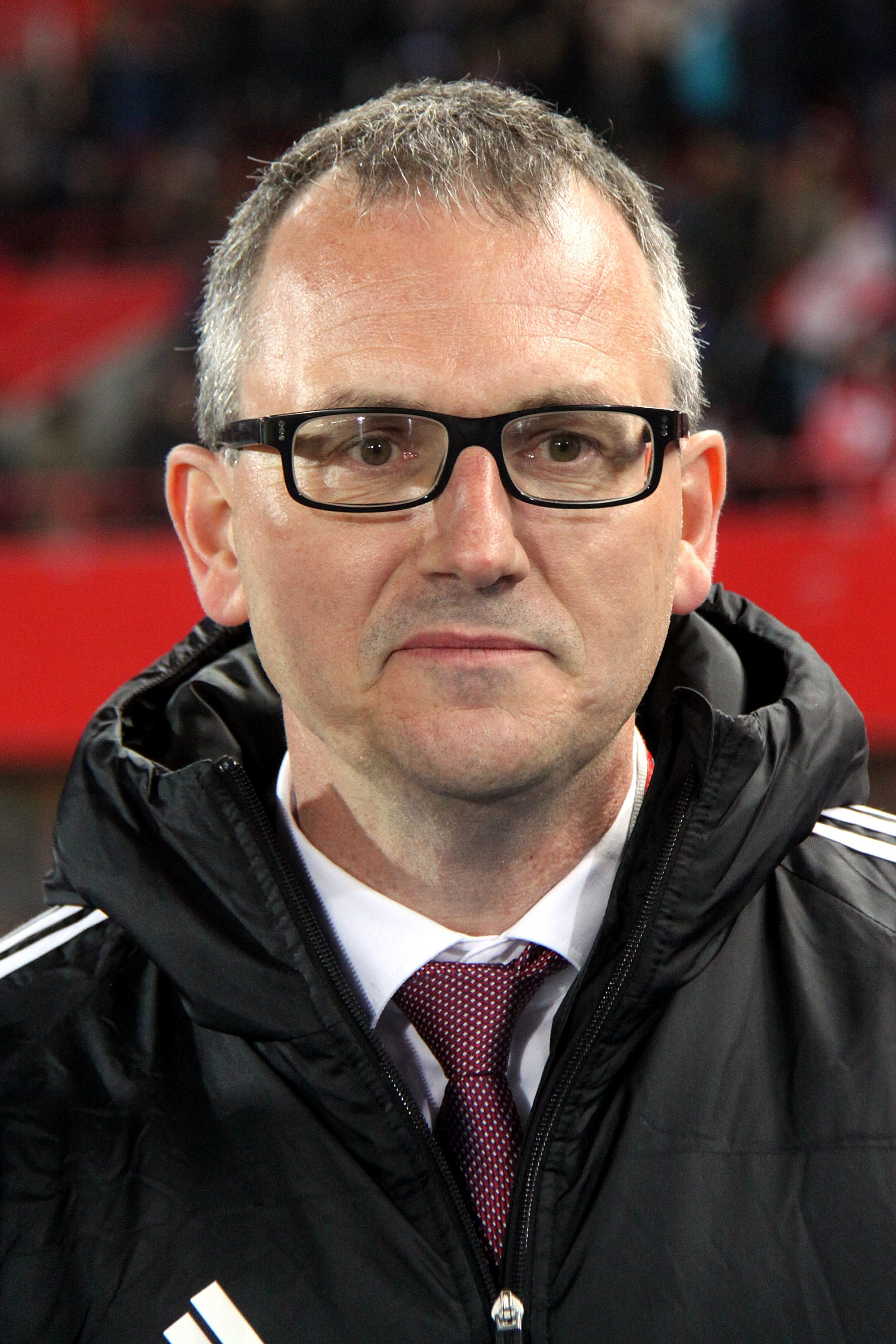
President Hugo Quaderer

L'Associació de Futbol de Liechtenstein (LFV) (alemany: Liechtensteiner Fussballverband) dirigeix el futbol a Liechtenstein.
És l'encarregada d'organitzar la Copa de Liechtenstein de futbol i dirigeix la Selecció de futbol de Liechtenstein. És l'única associació membre de la UEFA que no té un campionat de lliga. Els clubs dels país juguen a les categories suïsses de futbol. Té la seu a Vaduz. Va ser fundada el 1934.